# Патрис Евра
Патрис Латир Евра (фр. Patrice Latyr Evra; Дакар, 15. мај 1981) је француски фудбалер, пореклом из Сенегала, и бивши дугогодишњи репрезентативац Француске.

## Каријера
Евра је фудбал почео да тренира у Пари Сен Жермену и играо је на позицији нападача. Наступајући за млађе категорије овог клуба, привукао је пажњу скаута Марсале, сицилијанског нижелигаша. После једне сезоне проведене тамо прелази у Монцу, где се такође задржава једну сезону. У Француску се враћа 2000. године, када потписује уговор са Ницом. Због повреда великог броја играча, тренер је био принуђен да Евру принудно прекомандује на позицију левог бека. Одлично се снашао на новој позицији, па на инсистирање Дидије Дешама, тадашњег тренера Монака, прелази у тај клуб. Са Монаком стиже до финала Лиге шампиона 2004. године, у којем су поражени од Порта.
У Манчестер јунајтед прелази 10. јануара 2006. године, за обештећење од 8,25 милиона евра. За нови клуб дебитује само четири дана касније, на утакмици против Манчестер ситија. За Јунајтед ће наступати осам и по година, на преко 370 утакмица. Са црвеним ђаволима ће освојити Лигу шампиона 2008. године.

## Репрезентација
За сениорску репрезентацију Француске је одиграо 81 утакмицу.
Учествовао је на европском првенству 2008. Евра је мечеве репрезентације углавном почињао са клупе за резервне играче, јер је предност добијао Ерик Абидал, који је играо на истој позицији.

## Трофеји и награде

### Монако
- Лига куп Француске (1) : 2002/03.
- Лига шампиона : финале 2003/04.

### Манчестер јунајтед
- Премијер лига (5) : 2006/07, 2007/08, 2008/09, 2010/11, 2012/13.
- Лига шампиона (1) : 2007/08. (финале 2008/09. и 2010/11).
- Енглески суперкуп (5) : 2007, 2008, 2010, 2011, 2013.
- Лига куп Енглеске (3) : 2005/06, 2008/09, 2009/10.
- Светско клупско првенство (1) : 2008.
- Суперкуп Европе : финале 2008.

### Јувентус
- Првенство Италије (2) : 2014/15, 2015/16.
- Куп Италије (2) : 2014/15, 2015/16.
- Суперкуп Италије (1) : 2015.
- Лига шампиона : финале 2014/15.

## референце
1. ↑  Patrice Evra на worldfootball.net
2. ↑  „Patrice Evra - Player profile”. www.transfermarkt.com (на језику: енглески).
3. ↑  Patrice Evra » Club matches